# Европско првенство у атлетици у дворани 1970 — 800 метара за мушкарце
Такмичење у дисциплини трка на 800 метара у мушкој конкуренцији на првом Европском првенству у атлетици у дворани 1970. одржано је у Градској дворани у Бечу 15. марта.

## Земље учеснице
Учествовало је 12 атлетичара из 11 земаља.
1. Белгија (1)
2. Бугарска (1)
3. Западна Немачка (1)
4. Ирска (1)
5. Пољска (1)
6. Совјетски Савез  (2)
7. СФРЈ (1)
8. Уједињено Краљевство (1)
9. Чехословачка (1)
10. Шведска (1)
11. Шпанија (1)

## Рекорди
Извор:
| Светски рекорд                                              | Дитер Фром                               | Источна Немачка                          | 1:46,6                                   | Београд, Југославија                     | 8. март 1969.                            |                                          |                                          |
| Европски рекорд у дворани                                   | Дитер Фром                               | Источна Немачка                          | 1:46,6                                   | Београд, Југославија                     | 8. март 1969.                            |                                          |                                          |
| Рекорди европских првенстава у дворани                      | Ово је прво Европско првенство у дворани | Ово је прво Европско првенство у дворани | Ово је прво Европско првенство у дворани | Ово је прво Европско првенство у дворани | Ово је прво Европско првенство у дворани | Ово је прво Европско првенство у дворани | Ово је прво Европско првенство у дворани |
| Рекорди после завршеног Европског првенства у дворани 1970. |                                          |                                          |                                          |                                          |                                          |                                          |                                          |
| Рекорди европских првенстава                                | Јевгениј Аржанов                         | Совјетски Савез                          | 1:51,0                                   | Беч, Аустрија                            | 15. март 1970.                           |                                          |                                          |

## Освајачи медаља
|                                  |                    |                             |
| Јевгениј Аржанов Совјетски Савез | Хуан Бороз Шпанија | Јоже Међиумурец 1:51,9 СФРЈ |

## Резултати

### Квалификације
У квалификацијама такмичари су били подељени у две групе по шест. У финале су се квалификовала по тројица првопласираних из обе групе (КВ) и двојица према постигнутом резултату (кв).
| Позиција | Група | Атлетичар             | Националност         | Време  | Белешка |
| -------- | ----- | --------------------- | -------------------- | ------ | ------- |
| 1.       | 1     | Јевгениј Аржанов      | Совјетски Савез      | 1:50,1 | КВ, РЕП |
| 2.       | 1     | Франц Јозеф Кемпер    | Западна Немачка      | 1:50,4 | КВ      |
| 3.       | 1     | Анджеј Купчик         | Пољска               | 1:50,5 | КВ      |
| 4.       | 1     | Нил Керол             | Ирска                | 1:50,6 | кв      |
| 5.       | 1     | Јоже Међиумурец       | СФРЈ                 | 1:51,3 | кв      |
| 6.       | 2     | Колин Кембел          | Уједињено Краљевство | 1:51,7 | КВ      |
| 7.       | 2     | Хуан Бороз            | Шпанија              | 1:51,8 | КВ      |
| 8.       | 2     | Сергеј Кравчок        | Совјетски Савез      | 1:51,9 | КВ      |
| 9.       | 1     | Димко Дерибејев       | Бугарска             | 1:51,8 |         |
| 10.      | 2     | Јан Сисовски          | Чехословачка         | 1:52,0 |         |
| 11.      | 2     | Нилс-Ерик Емилсон     | Шведска              | 1:52,6 |         |
| 12.      | 2     | Gilbert Van Manshoven | Белгија              | 1:53,1 |         |

### Финале
Извор:
| Пласман | Атлетичар          | Земља                | Резултат | Белешка |
| ------- | ------------------ | -------------------- | -------- | ------- |
|         | Јевгениј Аржанов   | Совјетски Савез      | 1:51,0   |         |
|         | Хуан Бороз         | Шпанија              | 1:51,9   |         |
|         | Јоже Међиумурец    | СФРЈ                 | 1:51,9   |         |
| 4.      | Франц Јозеф Кемпер | Западна Немачка      | 1:51,9   |         |
| 5.      | Анджеј Купчик      | Пољска               | 1:52,0   |         |
| 6.      | Колин Кембел       | Уједињено Краљевство | 1:52,0   |         |
| 7.      | Нил Керол          | Ирска                | 1:52,1   |         |
| 8.      | Сергеј Кравчок     | Совјетски Савез      | 1:54,0   |         |